# Noord-Duitsland

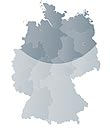
Noord-Duitsland, in de breedste zin van het woord

Noord-Duitsland  (Duits: Norddeutschland) is de aanduiding die wordt gebruikt voor het noordelijk deel van Duitsland, dat geografisch, qua religie en taalkundig afwijkt van de andere delen van Duitsland. Ook heeft de term een zekere historische lading.

## Geografie
Over de noord-, west- en oostgrenzen van Noord-Duitsland bestaat geen discussie: dat zijn de grenzen met respectievelijk Denemarken, Nederland en Polen. De zuidgrens is minder duidelijk te trekken.

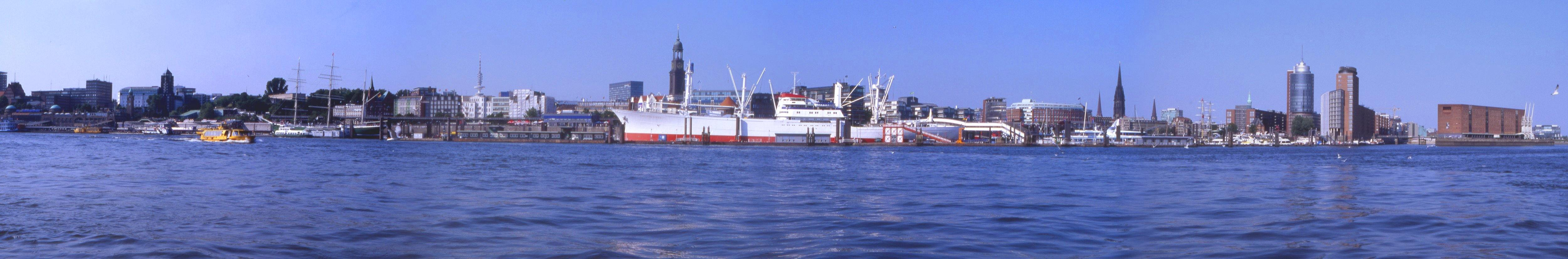
Hamburg vanaf de Elbe

Meestal verstaat men onder Noord-Duitsland de deelstaten Nedersaksen, Bremen, Hamburg, Sleeswijk-Holstein en Mecklenburg-Voor-Pommeren. Ook kan men als uitgangspunt het gebied nemen waar Nederduitse dialecten worden gesproken: in dat geval wordt de zuidgrens gevormd door de Benrather Linie, en vallen ook delen van Noordrijn-Westfalen, Saksen-Anhalt en Brandenburg onder Noord-Duitsland.
Noord-Duitsland wordt gekenmerkt door een vlak landschap, de Noord-Duitse Laagvlakte, doorsneden door rivieren als de Elbe, Weser en Eems. Slechts de Lüneburger Heide  en delen van Mecklenburg-Voor-Pommeren verheffen zich op enige plaatsen tot boven de 150 meter. Als men ook delen van Noordrijn-Westfalen, Brandenburg en Saksen-Anhalt gaat meerekenen, gaat die grens van 200 meter absoluut niet op. 
Delen van de Harz en het Teutoburger Woud zijn weliswaar hoger, maar men kan betwisten of zij geografisch nog tot Noord-Duitsland behoren. Het land is grotendeels in cultuur gebracht en bevat vergeleken met andere delen van Duitsland weinig bossen. Evenals in Nederland zijn de meeste verheffingen in het landschap veroorzaakt door gletsjers in de IJstijden.

## Taal
In Noord-Duitsland worden dan wel werden voornamelijk varianten van het Nederduits/Nedersaksisch gesproken. Oorspronkelijk liepen deze aan de westkant vloeiend over in de Nedersaksische dialecten als Gronings, Twents en Achterhoeks. Het Nedersaksisch aan weerszijden van de staatsgrens heeft zich echter sterk aan het (Hoog)duits respectievelijk het Nederlands aangepast. De Nederlandse standaardtaal was in delen van Noord-Duitsland, zoals in Oost-Friesland, de graafschap Lingen en de graafschap Bentheim, historisch eveneens aanwezig, maar is verdrongen door het Duits. In het noorden heeft zich een vergelijkbaar proces voorgedaan ten opzichte van het Deens, maar deze taal heeft zich in sommige gebieden, evenals het Noord-Fries en Saterfries, nog staande gehouden. In het oosten van Noord-Duitsland (Voor-Pommeren) werden rond de Middeleeuwen nog Slavische talen als het Kasjoebisch gesproken: deze zijn eveneens vrijwel volledig verdrongen.

## Religie
In Noord-Duitsland zijn de mensen voornamelijk protestant. Met name in de zuidelijkere en aan Twente grenzende gebieden overheerst de katholieke kerk.

## Geschiedenis
In de Middeleeuwen waren verschillende steden in Noord-Duitsland lid van de Hanze. Tevens stond deze tijd in het oosten voor een voortdurende veroveringsoorlog en verduitsing van de Slavische gebieden, die tot in de 20e eeuw door zou gaan.
Nadien nam de invloed van de Hanze af en kreeg Noord-Duitsland de reputatie een achtergebleven gebied te zijn in vergelijking met andere gebieden in Europa. Het westen stond onder invloed van de Republiek der Zeven Verenigde Nederlanden, terwijl in het oosten Brandenburg-Pruisen opkwam. Alles daartussen, ruwweg het koninkrijk Hannover, werd een grotendeels agrarisch gebied.
Na de val van Napoleon werd Pruisen de grootste macht in Noord-Duitsland. De agrarische en protestantse staten waren geneigd Pruisen te volgen terwijl de zuidelijker delen van Duitsland liever zelfstandig bleven of aansluiting met Oostenrijk zochten. Door de oprichting van de Noord-Duitse Bond en de Pruisisch-Oostenrijkse Oorlog werd de Noord-Zuid-tegenstelling in Duitsland extra scherp. De Noord-Duitse lidstaten zouden uiteindelijk vrijwel allemaal deel gaan uitmaken van Pruisen, terwijl de zuidelijke delen ook binnen het Duitse Keizerrijk enige zelfstandigheid behielden.
Na de opdeling van Duitsland in West en Oost verloor de Noord-Zuid tegenstelling enigszins aan belang. Heden ten dage zijn de (economische) tegenstellingen tussen het westen en oosten groter dan de tegenstellingen tussen noord en zuid.